# サンタマン＝スールト
サンタマン＝スールト （Saint-Amans-Soult）は、フランス、オクシタニー地域圏、タルヌ県のコミューン。
古くはその名をサンタマン＝ラ＝バスティッド（Saint-Amans-la-Bastide）といい、この地で生まれたフランス大元帥スールトを称えて1851年に現在の地名に改称した。

## 地理
県南部にあるサンタマン＝スールトは、トレ川谷に位置している。トゥールーズとベジエをつなぐ道路の中間に位置している。オー・ラングドック地域圏自然公園の心臓部にあたり、北のラコーヌ山地と南のノワール山地に挟まれている。この地方は中央高地の南側を占める。
村はトレ川左岸にある。19世紀終わりから20世紀初頭にかけ、繊維産業の主な活動を含む産業革命の中心だった。

## 歴史

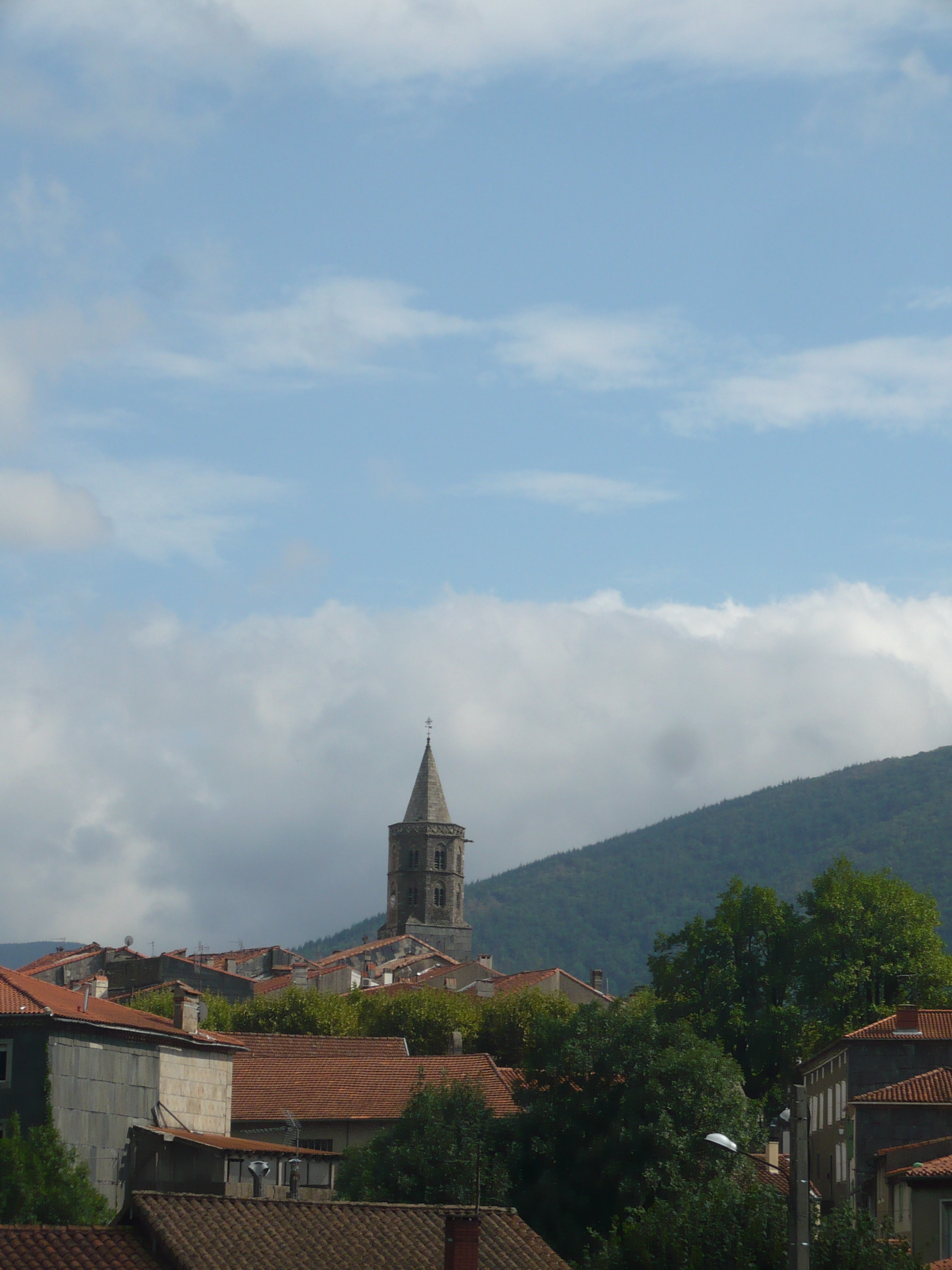
18世紀建設のノートル・ダム・ド・ラソンプション教会とノワール山地

かつて、サンタマンはノワール山地のふもと、トレ川右岸沿いに唯一あった定住地だった。一握りの住民たちは領主の後ろ盾から外れることを熱心に望み、1225年にトレ川対岸にバスティッドを建設した。こうして誕生したサンタマン＝ラ＝バスティッドは、フランス王圏の直接主権を頂く自由都市であった。すぐに新たな市街は城壁で囲まれ、ここが一般的にサンタマン・ヴィラ・マンドル（vila mendreとはより小規模の町のこと）と呼ばれた。対照的に、トレ川右岸にある元々のサンタマンはヴィラ・マジュ（vila mage、第一の町）と呼ばれた。ヴィラ・マジュは、現在のサンタマン＝ヴァルトレである。
サンタマン・ヴィラ・マンドルの創設以来、フランス王はこの町の最高位の絶対君主であり、ラングドックにおける拠点の一つだった。
ユグノー戦争さなかの1572年、サンタマンの人々は二派に分かれて4日間戦い、新教徒が町を制圧して13世紀建設のカトリック教会を破壊し、1581年にプロテスタント教会を建設した。しかしながら、教会は100年後にノートル・ダム・ド・ラソンプション教会の名でカトリック教会として再建されている。13世紀以来の鐘楼はよく保存され、この時代の地方建築の好例となっている。
2世紀にわたって断続的に続いた紛争の時代の後、商業が発達し、サンタマンでガラス製造が登場した。ガラス製造は最初にノワール山地のふもとに根を下ろした。木材や二酸化ケイ素といったガラス製造に不可欠な基礎素材が提供されたからである。こうした職人たちは、コミューンの土地に活動の貴重な証拠を残していった。実際に、17世紀にさかのぼるというガラス炉が今もみられる。まれで、貴重な文化遺産の修復事業は2002年に始まり、現地協力者たちの手で続けられている。
1806年、タルヌ県知事ギャリ男爵が2つの村、トレ川両岸に対峙するサンタマン＝ラ＝バスティッドとサンタマン＝ヴァルトレの合併を提案したが、2つの自治体は合併を強固に拒否している。

## 人口統計
| 1962年 | 1968年 | 1975年 | 1982年 | 1990年 | 1999年 | 2008年 | 2014年 |
| ------ | ------ | ------ | ------ | ------ | ------ | ------ | ------ |
| 1716   | 1732   | 1717   | 1634   | 1677   | 1672   | 1677   | 1652   |

参照元:1962年から1999年までは複数コミューンに住所登録をする者の重複分を除いたもの。それ以降は当該コミューンの人口統計によるもの。1999年までEHESS/Cassini、2006年以降INSEE。